# استان روکاوا

موقعیت استان روکاوا در نقشه تانزانیا

روکاوا یکی از استانهای کشور تانزانیا می‌باشد و شهر سومباوانگا نیز به عنوان مرکز این این استان شناخته می‌شود.
این استان از شمال با استان کیگوما و استان تابورا، از شرق با استان امبیا و از غرب با کشور زامبیا همسایه می‌باشد. همچنین این استان از غرب با دریاچه تانگانیکا همسایه می‌باشد که مرز این استان با جمهوری دموکراتیک کنگو را شکل می‌دهد.
بر پایه نتایج سرشماری عمومی نفوس و مسکن که در سال ۲۰۰۲ توسط دولت تانزانیا انجام شد جمعیت این استان بالغ بر ۱٬۱۴۱٬۷۴۳ نفر اعلام شده‌است.

## شهرستانها
استان روکاوا به لحاظ مدیریتی و اداری به چهار شهرستان تقسیم شده‌است:
- شهرستان امپاندا
- شهرستان انکانسی
- شهرستان سومباوانگای روستایی
- شهرستان سومباوانگای شهری